# Herschel Grynszpan
Herszel Feibel Grynszpan, także: Herschel Grünspan lub Herschel Greenspan (ur. 28 marca 1921 w Hanowerze, zm. ok. 1942, prawdopodobnie w więzieniu w Magdeburgu) – zamachowiec pochodzenia żydowskiego, który 7 listopada 1938 r. dokonał politycznego zabójstwa Ernesta vom Ratha, niemieckiego dyplomaty, w Paryżu. Zabójstwo to posłużyło władzom III Rzeszy jako pretekst do wywołania Kristallnacht – nocy kryształowej, ogólnoniemieckiego pogromu Żydów dokonanego 9–10 listopada 1938 r.

## Życiorys
Był synem polskich Żydów – krawca Zendela Grynszpana i jego żony Ryfki z domu Silberberg urodzonych w Radomsku, którzy w 1911 r. wyemigrowali do Hanoweru. Rodzina Grynszpanów mimo zamieszkiwania w Niemczech, po 1918 r. uzyskała polskie obywatelstwo. Herschel Grynszpan w 1936 r. opuścił najbliższą rodzinę, zamierzając wyemigrować do Palestyny. Jego podróż zakończyła się jednak zaledwie w Paryżu, w którym zamieszkał ze swoją ciotką i wujem. W sierpniu 1938 r. otrzymał powołanie do francuskiej armii, jednak aby uniknąć poboru, został przez rodzinę ukryty.

## Bezpośrednie okoliczności i motywy zamachu

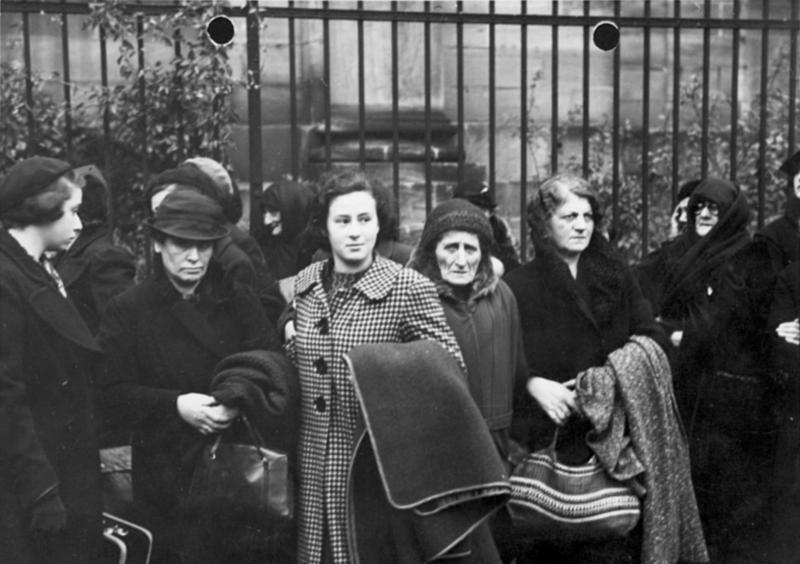
Polenaktion, akcja wydalenia z Niemiec Żydów polskich. Na zdjęciu aresztowania w Norymberdze 28 października 1938 r.

W marcu 1938 r. władze Polski wprowadziły ustawę pozbawiającą obywatelstwa polskiego osoby, które przez okres dłuższy niż pięć lat stale przebywały poza krajem. Adresatem tej ustawy było przede wszystkim ok. 70 tys. polskich Żydów, mieszkających w Niemczech i Austrii. Gdy stało się jasne, że prześladowani Żydzi będą uciekać z terenów III Rzeszy, władze II Rzeczypospolitej tą zmianą prawną chciały zablokować ich powrót i ponowne osiedlenie się w Polsce.
W sierpniu 1938 r. władze niemieckie ogłosiły, że zostają anulowane wszelkie dotychczasowe stałe pozwolenia na zamieszkanie dla cudzoziemców i wprowadziły obowiązek uzyskania nowych pozwoleń. Było oczywiste, że Żydzi pozwoleń tych nie otrzymają. Z dnia na dzień ogromna liczba emigrantów stała się praktycznie bezpaństwowcami. Władze polskie zadeklarowały, że Żydzi polskiego pochodzenia, na mocy wcześniejszej ustawy nie uznawani już za obywateli polskich, zostaną przyjęci do Polski wyłącznie w okresie do końca października 1938 r.
26 października Gestapo, aby zmieścić się w tym okresie, otrzymało polecenie natychmiastowego aresztowania i deportacji wszystkich polskich Żydów w Niemczech. Deportowani Żydzi w liczbie około 15 tysięcy znaleźli się na granicy polsko-niemieckiej w Zbąszyniu. Z kolei strona polska nie zezwoliła na ich wjazd na teren kraju i cała kilkunastotysięczna grupa deportowanych utknęła tam, nie mogąc ani wrócić, ani pojechać dalej, pilnowana przez dwa kordony wojska. Zostali pozostawieni sami sobie, a tylko nielicznym udało się przedostać do Polski. Nieregularnej pomocy udzielał im w tym czasie Polski Czerwony Krzyż oraz żydowskie organizacje dobroczynne. W tragicznej sytuacji – głodni i bez dachu nad głową – ludzie popadali w obłęd lub odbierali sobie życie.
Wśród deportowanych Żydów znalazła się również najbliższa rodzina Herszela Grynszpana – rodzice, Zendel i Ryfka Grynszpanowie oraz brat Mordechaj z żoną Bertą. 31 października Berta Grynszpan wysłała do Paryża do szwagra pocztówkę opisującą ich trudną sytuację, z prośbą o załatwienie możliwości wyemigrowania do USA. Kartka pocztowa dotarła do Herszla Grynszpana 3 listopada 1938 r.

## Zamach

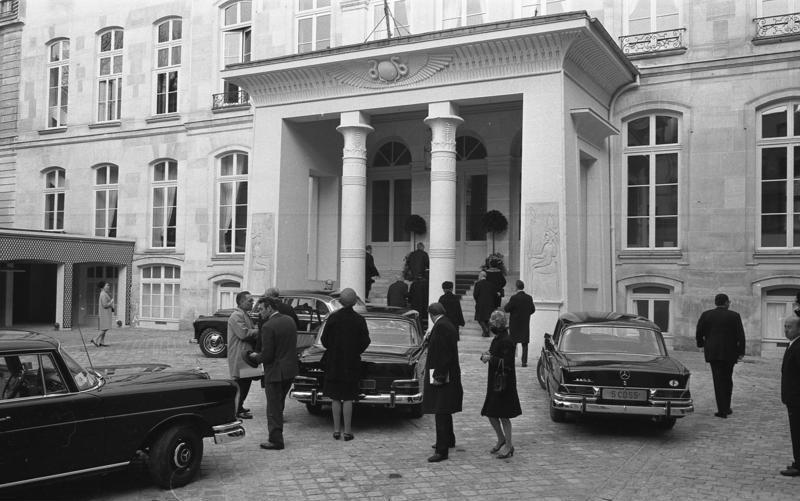
Front hotelu (pałacu) Beauharnais, w którym dokonano zamachu. Fotografia z 1968 r.

Rano, 7 listopada, Grynszpan napisał pożegnalną pocztówkę do rodziców, którą schował w kieszeni:
Z pomocą Boga. [po hebrajsku] Moi drodzy rodzice, nie mogłem uczynić inaczej, niech Bóg mi przebaczy, serce krwawi kiedy słyszę o tragedii waszej i 12 tysięcy Żydów. Muszę zaprotestować tak, żeby cały świat się dowiedział o moim proteście, i uczynię to. Przebaczcie mi. – Hermann [jego niemieckie imię]
W sklepie z bronią przy Rue du Faubourg St Martin kupił rewolwer kalibru 6,35 i pudełko z dwudziestoma pięcioma nabojami za dwieście trzydzieści pięć franków. Następnie pojechał metrem do stacji Solférino i wszedł do ambasady niemieckiej w Hôtel Beauharnais, przy Rue de Lille 78, z zamiarem zamachu na ambasadora Rzeszy we Francji, hr. Joannesa von Welczka (właściciela m.in. Łabęd i Czechowic). Tam wskazano mu trzeciego sekretarza ambasady Ernsta vom Ratha (a którego pomylił z ambasadorem). Grynszpan oddał pięć strzałów, dwoma raniąc vom Ratha ciężko w brzuch wołając: Ohydny szkopie [fr. Un sale boche] to masz za dwanaście tysięcy Żydów – po czym oddał się w ręce policji.

## Konsekwencje zamachu
Ernst vom Rath, choć leczony m.in. przez osobistego lekarza Hitlera, Karla Brandta, zmarł 9 listopada w wyniku ran postrzałowych. 17 listopada odbył się w Düsseldorfie pogrzeb vom Ratha. Uczestniczył w nim osobiście Hitler oraz szef MSZ III Rzeszy Joachim von Ribbentrop, który w mowie pogrzebowej określił zamach jako atak Żydów na naród niemiecki i powiedział: „Rozumiemy wyzwanie i przyjmujemy je”. Tego samego dnia doszło do rozpętania zamieszek na tle „rasowym” na terenie całych Niemiec.

## Proces i dalsze losy

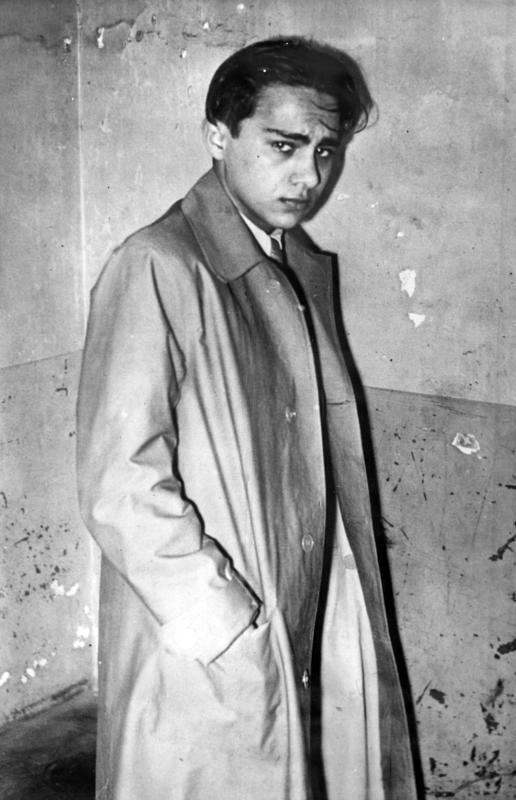
Fotografia wykonana w dzień po zamachu i aresztowaniu przez francuską policję

Rozpoczęcie rozpraw przewlekało się z dwóch powodów: z jednej strony naziści niemieccy naciskali na utajnienie rozprawy, zaś z drugiej zamachowiec zyskał duży rozgłos i poparcie w kręgach społeczno-politycznych w USA, a tamtejsi zwolennicy Grynszpana postulowali otwartą, publiczną rozprawę. Kolejną zwłokę wywołał wybuch wojny. Herschel Grynszpan napisał z więzienia list do władz francuskich, prosząc o umożliwienie mu zaciągnięcia się do wojska i walki z Niemcami. Gdy Niemcy przekroczyli granicę Francji i zbliżali się do jej stolicy, zapadła decyzja o przetransportowaniu zamachowca wraz z innymi więźniami. Wiadomo również, że Grynszpan kilkukrotnie dostawał od strażników sugestie ucieczki z więzienia, z czego jednak nie skorzystał, jak się przypuszcza, obawiając się prowokacji i utraty życia podczas takiej próby. Ostatecznie otrzymał wyraźny „nakaz ucieczki” wraz z innymi więźniami, z czego skorzystał.
Herschel Grynszpan został wyśledzony i aresztowany przez aparat policyjny rządu Vichy w 1940 r. Po procesie skazano go we Francji na 20 lat pozbawienia wolności. W 1941 r. wydany został Niemcom, którzy przewieźli go do Berlina i osadzili w obozie koncentracyjnym Sachsenhausen. W tym czasie był traktowany przez Niemców stosunkowo łagodnie, ponieważ planowano wobec niego przeprowadzenie pokazowego procesu, więc ze względów propagandowych nie powinien on źle wyglądać na rozprawie. Podczas przygotowań do tej rozprawy Grynszpan zmienił taktykę obrony, zeznając, że był seksualnie wykorzystywany przez Ernsta vom Ratha. Choć taka wersja wydarzeń wydaje się nieprawdopodobna (vom Rath został zastrzelony przez pomyłkę), to jednak oskarżony zdołał uzyskać tyle, że jego publiczny proces stał się niewygodny dla nazistowskich propagandzistów.
Niektóre opracowania historyczne powtarzają spekulacje, że Grynszpan przeżył wojnę, zmienił tożsamość i zamieszkał po wojnie w Izraelu. Najprawdopodobniej jednak zginął na przełomie lat 1942/1943 – bez sądu stracony (zamordowany) potajemnie przez Niemców. Został oficjalnie uznany za zmarłego przez rząd Republiki Federalnej Niemiec w 1960 r. Wiadomo zaś na pewno, że rodzina Grynszpana ostatecznie przedostała się do Związku Radzieckiego, a potem wyemigrowała do Izraela. Jego ojciec był po wojnie jednym ze świadków podczas procesu nazisty Adolfa Eichmanna, współodpowiedzialnego za los rodziny Grynszpanów.

## Memoria
Postać Herschela Grynszpana i wydarzenia zamachu stały się inspiracją do napisania przez brytyjskiego kompozytora Michaela Tippetta oratorium zatytułowanego A Child of Our Time, które powstało w latach 1939–1941. Grynszpan upamiętniony został również we francuskim filmie historyczno-biograficznym Livrez-nous Grynszpan w reżyserii Joëla Calmettesa nakręconym w 2008 r. Odtwórcą postaci Grynszpana został aktor Julien Tortora.
Nazwisko Herszela Grynszpana widnieje wygrawerowane na pomniku żydowskiej społeczności Hanoweru deportowanych przez Niemców, na liście osób zaginionych.

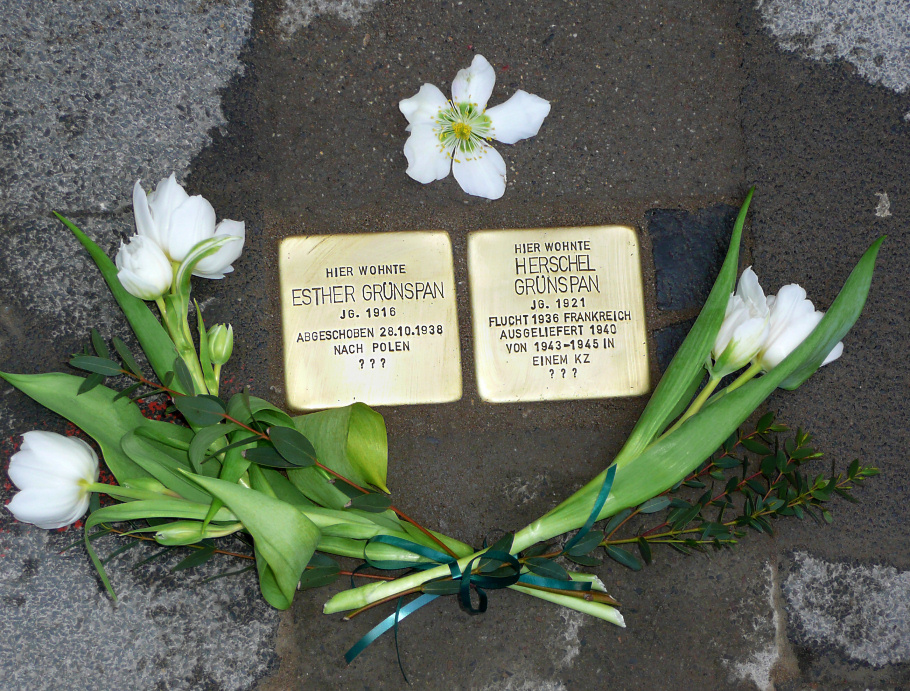
Brukowe kostki pamięci Herschela Grynszpana i jego siostry Esther wmurowane w jedną z ulic Hanoweru 22 marca 2010 r.
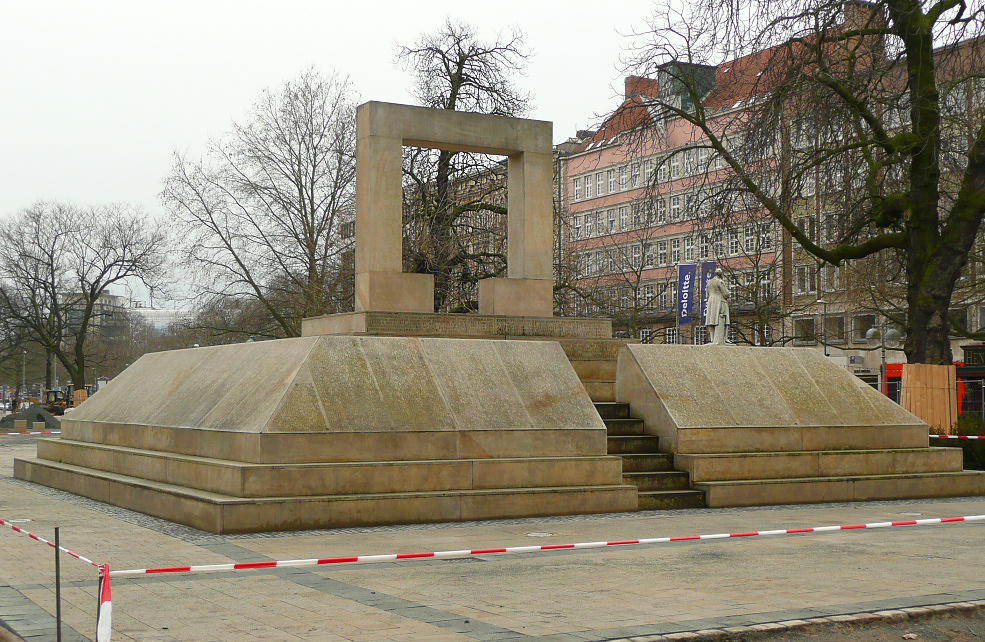
Pomnik żydowskiej społeczności Hanoweru przy Opernplatz
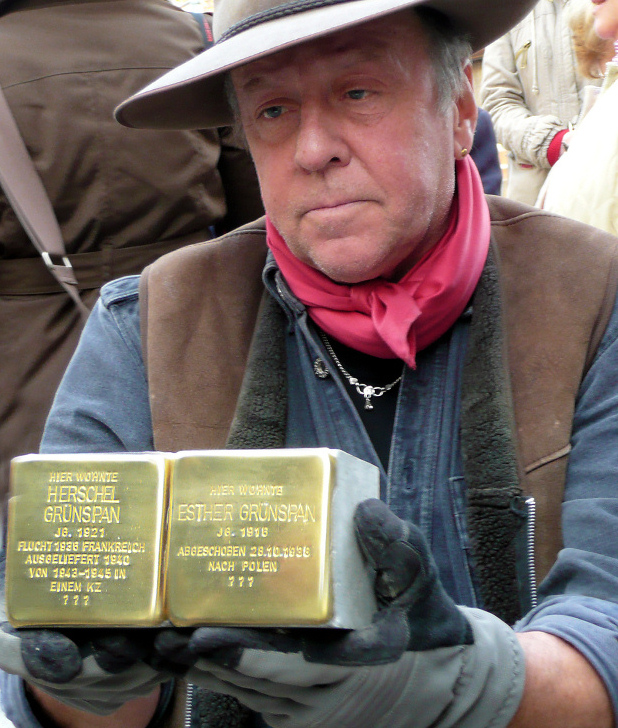
Kostki pamięci (Stolpersteine) w Hanowerze w rękach inicjatora Guntera Demniga
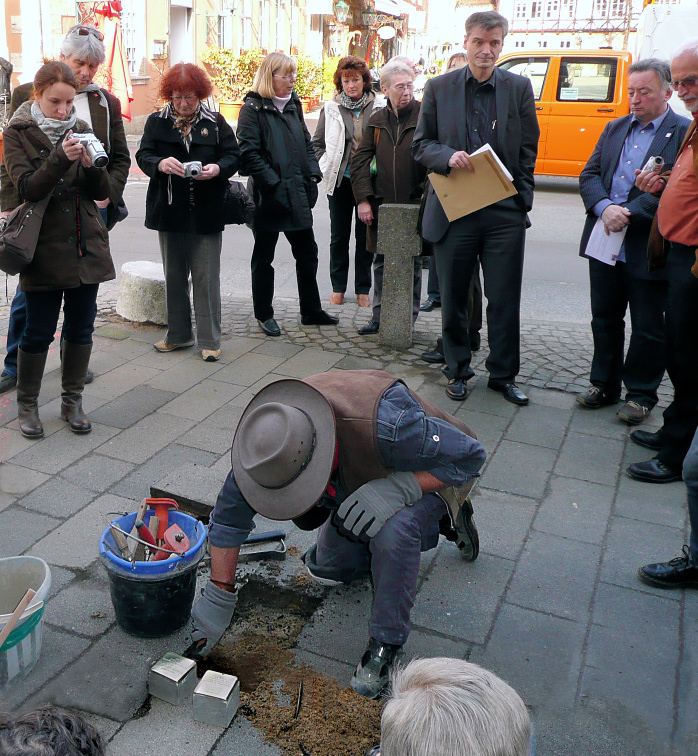
Wmurowanie kostek pamięci w Hanowerze przez Guntera Demniga